# Det Liguriske Hav
Det Liguriske Hav (italiensk: Mare Ligure, fransk: Mer Ligurienne) er navnet på den del af Middelhavet som ligger mellem Korsika og kysten af den italienske region Ligurien, dvs. området omkring Genova. Den nordligste, kystnære del af det Liguriske Hav kaldes Genovabugten. Øst for Korsika går det Liguriske Hav over i det Tyrrhenske hav.
Det Liguriske Hav er på sit dybeste 2850 meter, nordvest for Korsika.